# Pic médiastin
Picus vittatus
Espèce
Statut de conservation UICN

 LC  : Préoccupation mineure
Le Pic médiastin (Picus vittatus) est une espèce d'oiseau de la famille des Picidae.

## Répartition
L'aire de répartition du Pic médiastin s'étend sur l'Inde, le Népal, le Bhoutan, le Bangladesh, la Birmanie, la Thaïlande, le Laos, le Viêt Nam, le Cambodge, la Malaisie, Singapour et l'Indonésie.

## Liste des sous-espèces
D'après la classification de référence (version 5.2, 2015) du Congrès ornithologique international (COI), cette espèce est monotypique (non divisée en sous-espèces). Depuis sa classification version 4.3, le COI considère les sous-espèces Picus vittatus connectens
- P. v. eisenhoferi et P. v. eurous comme conspécifiques de Picus vittatus vittatus.